# 七五計劃 (電影)
《七五計劃》（英語：PLAN 75）是一部於2022年6月17日發行，由日本、法國、菲律賓及卡塔爾四個國家聯合製作的電影。該片是日本女導演早川千繪首次執導的劇情長片，由倍賞千惠子主演。其他主要演出者包括磯村勇斗、鷹尾鷹、斯蒂芬妮·阿里安娜（Stefanie Arianne）及河合優實。

## 劇情
故事講述日本政府為應付日益嚴重的人口老化問題，推行PLAN 75計劃，容許年滿75歲的老人選擇安樂死。
78歲的角谷美智（角谷ミチ，倍賞千惠子飾）獨居多年，膝下無兒，而其任職的酒店因收到顧客投訴而遣散她。在無法再就業以及目睹身邊好友晚景淒涼的情況下，角谷決定報名PLAN 75。
接聽角谷電話的PLAN 75職員岡部廣（岡部ヒロム，磯村勇斗飾）是一名恪守本份的公務員，努力向不同長者推銷PLAN 75計劃。然而，在處理角谷的個案不久後，他就收到伯父幸夫（鷹尾鷹飾）的申請。一方面兩人二十年未通音問，另一方面阿廣的父親在不久之前去世，幸夫是他僅有的親人。這令阿廣的內心產生了矛盾。
與此同時，角谷參加計劃後開始接受心理輔導。熱線服務員成宮瑤子（河合優實飾）在與美智交流的過程中，對同僚誘導申請人堅持進行計劃的工作方式產生了反思。此外片中亦講述一名菲律賓女工瑪利亞（Maria，斯蒂芬妮·阿里安娜飾）為了籌集女兒的手術費，成為日本人不願擔任的遺物收拾者的故事，並描寫她在工作期間的遭遇和感受。
在影片結尾，美智和幸夫在同一所設施接受安樂死，但美智所用的裝置發生故障，使她存活下來；阿廣則未能及時趕到救回幸夫，只能安排他單獨火化。離開設施的美智在陽光之下緩緩走遠。

## 主要角色
- 角谷美智（角谷ミチ）：倍賞千惠子飾

獨居老人，78歲，任職酒店清潔女工
- 岡部廣（岡部ヒロム）：磯村勇斗飾

負責推廣PLAN 75的公務員
- 岡部幸夫：鷹尾鷹（日语：たかお鷹）飾

阿廣的伯父，PLAN 75參加者
- 瑪利亞（Maria）：斯蒂芬妮·阿里安娜飾

任職遺物收拾者的菲律賓女工
- 成宮瑤子：河合優實飾

心理輔導員，在PLAN 75負責接聽熱線

## 製作及公映
「PLAN 75」最初是2018年《十年日本》收錄的其中一部短片，及後受該片製作人水野詠子鼓勵，早川千繪把這故事擴充成劇情長片。水野先後爭取到卡塔爾多哈電影學院的贊助、菲律賓製作人阿爾森貝爾·安（Alemberg Ang）的參與，以及法國製片商Urban Factory負責後期製作。
本片在2022年舉辦的第75屆康城影展一種注目環節首度公映，並於同年6月17日作全球公映。其後日本電影製作者聯盟提名本片角逐第95屆奧斯卡最佳國際影片。

## 評價
截至2024年7月21日，爛蕃茄根據53則有關本片的影評，對本片作出94%新鮮度的評價。至於本片在Metacritic上的評價則為70分。
多則影評認為本片帶出讓觀眾反思長者生命價值、安樂死等訊息，又指本片節奏平緩，認為早川有意把主題柔和地表達出來，以及慎重地選擇故事設定，避免影片的諷刺訊息過於唐突。此外倍賞千惠子的演出亦獲得好評。另一方面，亦有評論批評早川編劇能力不足，使本片故事失焦。

## 獲獎紀錄
| 名稱                   | 獎項                       | 提名者/獲獎者 | 結果 | 參考          |
| ---------------------- | -------------------------- | ------------- | ---- | ------------- |
| 第35屆日刊體育電影大獎 | 最佳影片                   | 《七五計劃》  | 提名 | [ 17 ] [ 18 ] |
| 第35屆日刊體育電影大獎 | 最佳導演                   | 早川千繪      | 提名 | [ 17 ] [ 18 ] |
| 第35屆日刊體育電影大獎 | 最佳女主角                 | 倍賞千惠子    | 獲獎 | [ 17 ] [ 18 ] |
| 第35屆日刊體育電影大獎 | 最佳男配角                 | 磯村勇斗      | 提名 | [ 17 ] [ 18 ] |
| 第35屆日刊體育電影大獎 | 最佳女配角                 | 河合優實      | 提名 | [ 17 ] [ 18 ] |
| 第35屆日刊體育電影大獎 | 最佳新人                   | 河合優實      | 獲獎 | [ 17 ] [ 18 ] |
| 第47屆報知電影獎       | 作品賞                     | 《七五計劃》  | 提名 | [ 19 ]        |
| 第47屆報知電影獎       | 導演賞                     | 早川千繪      | 提名 | [ 19 ]        |
| 第47屆報知電影獎       | 主演女優賞                 | 倍賞千惠子    | 提名 | [ 19 ]        |
| 第47屆報知電影獎       | 助演男優賞                 | 磯村勇斗      | 提名 | [ 19 ]        |
| 第47屆報知電影獎       | 助演女優賞                 | 河合優實      | 提名 | [ 19 ]        |
| 第77屆每日電影獎       | 日本電影大獎               | 《七五計劃》  | 提名 | [ 20 ] [ 21 ] |
| 第77屆每日電影獎       | 導演獎                     | 早川千繪      | 提名 | [ 20 ] [ 21 ] |
| 第77屆每日電影獎       | 劇本獎                     | 早川千繪      | 獲獎 | [ 20 ] [ 21 ] |
| 第77屆每日電影獎       | 女主角獎                   | 倍賞千惠子    | 提名 | [ 20 ] [ 21 ] |
| 第77屆每日電影獎       | 攝影獎                     | 浦田秀穗      | 提名 | [ 20 ] [ 21 ] |
| 第77屆每日電影獎       | 錄音獎                     | 臼井勝        | 提名 | [ 20 ] [ 21 ] |
| 第65屆藍絲帶獎         | 最佳電影                   | 《七五計劃》  | 提名 | [ 22 ]        |
| 第65屆藍絲帶獎         | 最佳導演                   | 早川千繪      | 獲獎 | [ 22 ]        |
| 第65屆藍絲帶獎         | 最佳女主角                 | 倍賞千惠子    | 獲獎 | [ 22 ]        |
| 第65屆藍絲帶獎         | 最佳男配角                 | 磯村勇斗      | 提名 | [ 22 ]        |
| 第16屆亞洲電影大獎     | 最佳女主角                 | 倍賞千惠子    | 提名 | [ 23 ] [ 24 ] |
| 第16屆亞洲電影大獎     | 最佳女配角                 | 河合優實      | 提名 | [ 23 ] [ 24 ] |
| 第16屆亞洲電影大獎     | 最佳新導演                 | 早川千繪      | 提名 | [ 23 ] [ 24 ] |
| 第16屆亞洲電影大獎     | 最佳攝影                   | 浦田秀穗      | 提名 | [ 23 ] [ 24 ] |
| 第46屆日本電影學院獎   | 最佳編劇                   | 早川千繪      | 提名 | [ 25 ]        |
| 第46屆日本電影學院獎   | 最佳女主角                 | 倍賞千惠子    | 提名 | [ 25 ]        |
| 第44屆橫濱電影節       | 森田芳光紀念最佳新人導演獎 | 早川千繪      | 獲獎 | [ 26 ]        |
| 第44屆橫濱電影節       | 最佳女主角                 | 倍賞千惠子    | 獲獎 | [ 26 ]        |
| 第44屆橫濱電影節       | 最佳男配角                 | 磯村勇斗      | 獲獎 | [ 26 ]        |
| 第44屆橫濱電影節       | 最佳女配角                 | 河合優實      | 獲獎 | [ 26 ]        |

## 外部連結
- 互联网电影数据库（IMDb）上《七五計劃》的资料（英文）